# Одесько-Чорноморська єпархія УАПЦ
Одесько-Чорноморська єпархія — єпархія УАПЦ на території Одеської області.
Єпархія не була офіційно зареєстрована в Єдиному державному реєстрі, після ліквідації УАПЦ і утворення ПЦУ не була створена в структурі ПЦУ.

## Історія
4 травня 2017 року у приміщенні Патріархії УАПЦ в м. Києві пройшов Архієрейський собор та засідання Патріаршої Ради УАПЦ. Участь у Соборі взяли всі єпископи УАПЦ. Єпископатом вирішено утворити Одесько-Чорноморську єпархію УАПЦ, з осідком у м. Одесі. Керуючим Одесько-Чорноморською єпархію було призначено єпископа Тихона, з титулом «єпископ Одеський і Чорноморський».

## Правлячий архієрей
- Адріан (Кулик) (під іменем Богдан (Кулик), 16 січня 2007 — 20 червня 2009), єпископ Одеський і Балтський
- Тихон (Петранюк) (4 травня — 19 вересня 2017)